# أورلاندو رامون اغوستي
أورلاندو رامون اغوستي (بالإسبانية: Orlando Agosti) (و. 1924 – 1997 م) هو سياسي، وعسكري محترف من الأرجنتين ولد في بوينس آيرس.